# I’m Only Sleeping
I’m Only Sleeping (englisch für: Ich schlafe nur) ist ein Lied der britischen Band The Beatles aus dem Jahr 1966. Komponiert wurde es vom Rhythmusgitarristen der Band, John Lennon; es steht jedoch unter dem bei den Beatles üblichen Copyright Lennon/McCartney.

## Hintergrund
In I’m Only Sleeping thematisiert John Lennon seine erhebliche Schläfrigkeit. Paul McCartney musste ihn regelmäßig nachmittags in seinem Haus aufwecken, um gemeinsam komponieren zu können. In einem Interview mit dem Evening Standard gab Lennon an, dass er schlagartig einschlafen könne und physisch faul sei. Seine einzige physische Anstrengung sei Sex.

## Aufnahme
Die Aufnahmen für I’m Only Sleeping nahmen vier Tage in den Londoner Abbey Road Studios in Anspruch. Produziert wurde die Aufnahme von George Martin, dem Geoff Emerick assistierte. Am 27. April 1966 wurden elf Takes instrumental aufgenommen. Zwei Tage darauf begann die Band mit den Aufnahmen von neuem, da sie mit den Ergebnissen vom 27. April 1966 unzufrieden war. Es entstanden fünf weitere Takes. Letztlich waren die Beatles auch mit dieser Neuaufnahme unzufrieden und setzten stattdessen ihre Arbeit an der zwei Tage zuvor aufgenommenen Version fort, der Lennon seinen Gesang hinzufügte.
Prägnant an der Aufnahme von I’m Only Sleeping ist das von George Harrison rückwärts eingespielte Gitarrensolo. Diese Idee geht auf ein Missgeschick eines Technikers zurück, der während der Produktion ein Tonband falsch herum einlegte. Die Band war von dem Klang des rückwärts abgespielten Liedes begeistert. Harrison nahm in einer fünfstündigen, bis drei Uhr morgens andauernden Session am 5. Mai 1966 seine Gitarrensoli zweimal auf – einmal mit verzerrtem, einmal mit unverzerrtem Gitarrensound. Beide Soli wurden später zusammengemischt. Harrison hatte sich zuvor jeden Ton des Solos notiert und die Noten im Anschluss rückwärts abgeschrieben und gespielt.
Am 6. Mai 1966 wurden die Arbeiten an I’m Only Sleeping abgeschlossen. Es wurde noch Backgroundgesang hinzugefügt und das Lied im Anschluss in Mono und Stereo abgemischt. Die Abmischungen für den US-Markt erfolgten am 12. Mai in Mono und am 20. Mai 1966 in Stereo. Die Abmischungen für den europäischen Markt erfolgten am 20. Mai in Stereo und am 6. Juni 1966 in Mono. Der rückwärts gespielte Gitarre ist in den vier Mixen an verschiedenen Stellen zu hören, und die Leadgitarre wurde während des Solos und am Ende unterschiedlich abgemischt.
Besetzung (Laut Revolver-Super Deluxe Box):
- John Lennon: Akustik Rhythmusgitarre, Gesang
- Paul McCartney: Bass, Hintergrundgesang
- George Harrison: Leadgitarre, Hintergrundgesang
- Ringo Starr: Schlagzeug

## Veröffentlichungen
- I’m Only Sleeping erschien erstmals am 20. Juni 1966 auf dem US-amerikanischen Album Yesterday and Today.
- Am 28. Juli 1966 erschien in Deutschland das elfte Beatles-Album Revolver, auf dem I’m Only Sleeping enthalten ist. In Großbritannien wurde das Album erst am 5. August 1966 veröffentlicht, dort war es das siebte Beatles-Album.
- Am 13. März 1996 erschien auf dem Album Anthology 2 zwei alternative Versionen von I’m Only Sleeping. Beide entstanden am 29. April 1966. Die erste war eine unvollständig erhalten gebliebene Probeaufnahme, auf der unter anderem ein Vibraphon zu hören ist. Die zweite Version ist Take eins.
- Am 28. Oktober 2022 erschien die Jubiläumsausgabe des von Giles Martin und Sam Okell neuabgemischten Albums Revolver (Super Deluxe Box), auf dieser befinden sich, neben der Monoversion, die bisher unveröffentlichten Versionen Rehearsal Fragment, Take 2, Take 5 und Mono Mix RM1. Für I’m Only Sleeping wurde 2022 ein Musikvideo hergestellt.[5]
- Am 10. November 2023 wurde das Kompilationsalbum 1962–1966 erneut wiederveröffentlicht. Auf diesem befindet sich erstmals I’m Only Sleeping, hier in der von Giles Martin und Sam Okell 2022 neu abgemischten Version.

## Coverversionen
Es wurden über 60 Coverversionen von I’m Only Sleeping veröffentlicht.
Interpretiert wurde es unter anderem von The Lettermen, Suggs, Rosanne Cash, The Vines und Quorthon.